# 인생 (1980년 영화)
인생(Every Man For Himself, Sauve Qui Peut)은 스위스에서 제작된 장 뤽 고다르 감독의 1980년 영화이다. 이자벨 위페르 등이 주연으로 출연하였고 장 뤽 고다르 등이 제작에 참여하였다.

## 출연

### 주연
- 이자벨 위페르
- 자크 뒤트롱

### 조연
- 나탈리 베이
- 롤랜드 암스터츠
- 로제르 젠드리
- 프레드 뻬흐손
- Angelo Napoli